# Over (krykiet)
Over – część meczu krykietowego składająca się z sześciu kolejnych rzutów wykonywanych przez tego samego bowlera. Muszą to być jednak rzuty "legalne" (zgodne z przepisami), co oznacza, że jeśli piłka zostanie rzucona w sposób nieprzepisowy (no ball lub wide), rzut ten nie jest liczony do szóstki składającej się na over.
W meczach jednodniowych liczba overów jest odgórnie ustalona, zazwyczaj na poziomie 40 lub 50. W meczach rozgrywanych zgodnie z tradycyjną formułą wyznaczana jest z kolei minimalna liczba overów na dzień, co zapobiega nadmiernemu spowolnieniu gry.
Bowlerowi nie wolno rzucać w dwóch kolejnych overach. W każdym następnym overze piłka jest rzucana z przeciwnego końca pitchu niż w overze poprzednim, co zapewnia, że obaj batsmani będą odbijać. 
Istnieje też termin "over dziewiczy" (ang. maiden over) odnoszący się do overa, w którym nie został zdobyty ani jeden run.